# 俞可平
俞可平（1959年7月8日—），男，浙江诸暨人，中国当代政治学者，政治学博士，哲学和政治学双学科博士生导师。
俞可平的主要研究领域是当代中国政治、国际比较政治等领域，曾发表多种学术著作。2006年，他在《北京日报》上发表《民主是个好东西》，引起各界广泛关注。

## 生平
1959年7月，俞可平生于浙江诸暨花山村。刚满17岁时，他就和村里的青壮劳动力一样，每天为了挣够10个工分，在生产队从事体力劳动工作。1981年，俞可平毕业于绍兴师范专科学校（今绍兴文理学院）政史系。1982年，考取厦门大学哲学系硕士研究生。1985年考入北京大学国际政治系政治学专业，师从赵宝煦，以论文《当代中国政治的系统分析》获得政治学博士学位。毕业后进入中共中央编译局工作。1994年应邀赴美国杜克大学任访问教授，1995年又赴德国柏林自由大学任客座教授。2001年至2015年10月，担任中共中央编译局副局长。曾任中央编译局比较政治与经济研究中心主任等职。
2012年12月，俞可平受聘为新成立的中国红十字会社会监督委员会委员。2015年10月，俞可平担任新组建的北京大学政治学研究中心主任、讲席教授，并同时担任北京大学政府管理学院院长。2017年3月，担任北京大学城市治理研究院院长。2020年11月，卸任北京大学政府管理学院院长职务。2022年7月，担任深圳大学政府管理学院首任院长。

## 荣誉
- 第二届中国软科学奖（2011年）[9]